# Robert Malval
Robert Malval (ur. 11 lipca 1943 w Port-au-Prince) – haitański polityk, premier Haiti w latach 1993–1994.
Jest biznesmenem, wydawcą i przemysłowcem pochodzenia libańskiego, absolwentem Uniwersytetu w Miami. 16 sierpnia 1993 został desygnowany przez prezydenta na uchodźstwie Jeana-Bertranda Aristide'a na stanowisko premiera rządu jedności narodowej (mimo że pełniącym obowiązki prezydenta był wówczas wspierany przez armię Émile Jonassaint). Urzędowanie rozpoczął z dniem 30 sierpnia, a zaprzysiężenie odbyło się w ambasadzie Haiti w Waszyngtonie. Wspierały go Stany Zjednoczone, chcące przywrócenia do władzy sprzyjającego im Aristide'a. W październiku 1994 Aristide powrócił do kraju. Miesiąc później Malval podał się do dymisji, uznając Aristide'a za szkodliwą postać, która torpeduje próby porozumienia. Jego następcą został w listopadzie 1994 Smarck Michel.
Żonaty z Lindą Frisch, ma trójkę dzieci.